# Distrikt Vitoc
Der Distrikt Vitoc liegt in der Provinz Chanchamayo in der Verwaltungsregion Junín in Zentral-Peru. Der Distrikt Vitoc hat eine Fläche von 313,85 km². Beim Zensus 2017 wurden 1814 Einwohner gezählt. Im Jahr 1993 lag die Einwohnerzahl bei 5145, im Jahr 2007 bei 2753. Verwaltungssitz ist die am Río Tulumayo gelegene Ortschaft Vitoc.

## Geographische Lage
Der Distrikt Vitoc liegt in der peruanischen Zentralkordillere. Der Fluss Río Tulumayo durchfließt den Westen des Distrikts in nördlicher Richtung. Dessen rechter Nebenfluss Río Shimayacu bildet die nördliche Distriktgrenze. Die Längsausdehnung in WNW-OSO-Richtung beträgt 45 km, die maximale Breite etwa 12 km. Im Osten verläuft ein Gebirgszug entlang der Distriktgrenze mit Höhen von über 4200 m. Der Hauptort Vitoc liegt knapp 10 km südlich der Stadt San Ramón auf einer Höhe von etwa 1000 m.
Der Distrikt Vitoc grenzt im Norden an den Distrikt San Ramón, im äußersten Nordosten an die Distrikte Chanchamayo, Perené und Pichanaqui sowie an die Provinz Satipo, im Süden an die Provinz Jauja.